# Il cadetto redux
 Il cadetto redux (2017), è un romanzo scritto dall'autore italiano Cosimo Argentina.

## Trama
A quasi vent'anni di distanza Cosimo Argentina ripropone il suo romanzo d'esordio, Il cadetto. L'autore, con un atto di coraggio letterario, decide di riscrivere quello che è stato il suo romanzo più premiato. La riscrittura è capillare perché Argentina modifica lo stile pur tenendo fede alla storia dell'edizione del '99. Vengono soltanto aggiunti alcuni episodi dell'esperienza di Leonida Ciocri all'interno dell'Accademia Militare dell'Esercito di Modena. Quello che cambia radicalmente è la tecnica narrativa e la profondità di pensiero del protagonista.